# Wapen van Laren (Noord-Holland)

Het wapen van Laren

Het wapen van Laren werd in 1817 aan de Noord-Hollandse gemeente Laren toegekend. Omdat er geen gemeentelijke fusies zijn geweest en er ook geen andere wijzigingen aan het wapen hebben plaatsgevonden, is het tot op heden in ongewijzigde vorm in gebruik. Waar de oorsprong van het wapen ligt, is onbekend.

## Blazoenering
De blazoenering van het wapen luidt als volgt:
Zijnde van lazuur beladen met een S van goud.
Het wapen is in de rijkskleuren uitgevoerd: een blauw schild met daarop een gouden S. Het wapen heeft geen schildhouder en ook geen kroon.

## Geschiedenis
In 1423 kregen Hilversum en Laren elk van Gooiland een eigen schepenbank. 
Het oudst bekende zegel van Laren stamt uit 1525, wat erop staat is niet te achterhalen. In De Nederlandsche stad- en dorpbeschrijver uit 1793 wordt geschreven dat het wapen zilver (het schild) en rood (de S) zou zijn. Het wordt aldaar omschreven als een warrekram: een plank met spijkers om ruwe wol te ontwarren. In 1806 werd er gezegeld met een zegel dat een omgekeerde S op een gekroond schild vertoonde. Dit zegel diende als voorbeeld voor het wapen dat op 22 oktober 1817 door de Hoge Raad van Adel aan de gemeente Laren werd toegekend. Het zegel was de basis voor het nieuwe wapen, waardoor er geen kleuren bekend van waren.
In de 20e eeuw is er twee maal een poging gedaan om het wapen te wijzigen. De eerste poging werd in 1929 gedaan en de tweede in 1970.
1. In 1929 vroeg jhr. Hubert van Nispen tot Sevenaer aan de kunstenaar Co Breman een nieuw wapen te ontwerpen. Breman kwam met het volgende ontwerp: Gedeeld: I in goud de afbeelding van St. Johannes de Doper, aanziende, het hoofd omgeven door een ring en van achter vergezeld door een omgewend lam, alles van zilver; II in azuur een stierenkop van goud van onderen vergezeld van 3 schildjes van zilver, geplaatst 2 en 1; een schildhoofd van keel, beladen met een spinnewiel van zilver. Wapenspreuk Civitas Foveat Artes in Latijnse letters van sabel op een lint van goud.[2] Dit wapen werd door de Hoge Raad van Adel geweigerd, omdat de stierenkop als symbool voor de heilige Lucas, beschermheilige van onder andere schilders, niet direct verbonden kon worden aan de gemeente Laren. Laren was indertijd weliswaar een schildersdorp, maar de parochieheilige was Sint Jan. Deze heilige zou in het wapen verwijzen naar de naar hem vernoemde parochie en processie.
2. Een tweede poging werd in februari 1970 gedaan. Dit wapen kreeg de volgende omschrijving: In zilver een dubbelkoppige adelaar van keel, dragende op de borst een schild van zilver beladen met een kruis van keel, het schild boven ingehoekt van azuur beladen met de letter L van goud.[2] Dit wapen is nooit voorgelegd aan de Hoge Raad van Adel.

## Herkomst
De herkomst is niet bekend. Omdat het om een S gaat en verder niks, zijn er legio verklaringen en speculaties ontstaan. Hieronder een aantal verklaringen:
- De S staat voor signum, het zou grenssteen betekenen en staat op de banscheiding tussen Hilversum en Laren.
- Het zou een Germaanse rune zijn.
- Het zou een haak (warrekram) zijn waar schapenwol mee opgehangen werd, door aanpassingen werd het in de loop der tijd later een S.[3]
- Een esculaap, Laren zou ten tijde van het Romeinse Rijk een herstellingsoord zijn geweest.
- Een gestileerde paling uit de Zuiderzee.
- Een verbasterde L.
- Een zwengel van een dorpspomp.

Het wapen is in ieder geval niet afgeleid van de wapens van de landheren van Laren, dat waren onder anderen de graven van Holland. De rechten voor het hebben van een schepenbank werden verleend door Jan van Beieren, hij had geen S of L in zijn wapen. Ook de baljuws hadden geen van allen een wapen met daarin een van die twee letters.
Volgens vlaggenkundige Klaes Sierksma is het wapen ontworpen door de gemeentesecretaris Van der Schaal. In de jaren 1970 zou Sierksma aangegeven hebben dat het wapen gebaseerd is op een "L". Armen in de gemeente Laren moesten rond 1772 een witte band met een rode L op hun arm dragen. In andere gemeenten was dat doorgaans het gemeentewapen, waardoor Sierksma concludeerde dat de L het wapen moest zijn.
Volgens de lokale politicus en historicus Ernst Wortel is het een verbindingsstuk van een ploeg met het paard: de zogenaamde ploeges. Hij verklaarde het als een symbool voor de agrarische sector, gelijk aan wapens van omliggende gemeenten.

## Vergelijkbare wapens
Andere steden en gemeenten met vergelijkbare wapens liggen in Duitsland. Het kan gaan om steden met een omgekeerde dan wel een normale S. Het wapen van Freienohl toonde vroeger twee vissen alsof ze samen een haak vormden.

Laren in het kwartier van de Sint-Jansbasiliek
Wapen van Haßloch
Wapen van Rüsselsheim
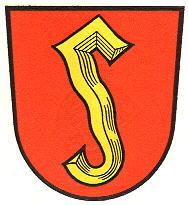
Wapen van Klein-Gerau
Wapen van Dinklage
Wapen van Freienohl